# ماسااکی کاتو
ماسااکی کاتو (به انگلیسی: Masaaki Kato) بازیکن فوتبال اهل ژاپن و عضو تیم ملی فوتبال ژاپن است که در تاریخ ۳۰ اوت ۱۹۸۱ میلادی اولین بازی ملی‌اش را انجام داد. او در ۳ بازی ملی حضور داشت و آخرین بازی ملی خود را در تاریخ ۸ سپتامبر ۱۹۸۱ میلادی انجام داد. ماسااکی کاتو در بازی‌های ملی‌اش
۱ گل به ثمر رساند.